# شاوویل، کبک
شاوویل (به فرانسوی: Shawville) شهری در منطقه شهری پونتیاک ناحیه اوتاوه در استان کبک کانادا است. در سرشماری سال ۲۰۱۱ این شهر ۱٬۶۳۰ نفر جمعیت داشته‌است و مساحت آن ۵٫۲۵ کیلومتر مربع است.